# Église de la Sainte-Famille de Metz
Pour les articles homonymes, voir église de la Sainte-Famille.
L’église de la Sainte-Famille est un édifice religieux et un centre paroissial qui se trouve rue Villars à Metz en Moselle dans le quartier Patrotte Metz-Nord.

## Historique
L’église a été construite en 1968 et sa consécration a lieu le 26 novembre 1970. Elle est le premier monument religieux, dans ce style contemporain très moderne, à avoir été construit en Moselle.

## Architecture
Jean-Louis Jolin, l’architecte chargé de la réalisation de cet édifice a dû prendre en compte  l’aspect très décousu et hétérogène du tissu urbain dans cette partie du quartier de Metz constitué à la fois d’un vaste  ensemble d’immeubles d’habitations collectives et de petites maisons individuelles.
En conséquence, Jean-Louis Jolin fit le choix d’une architecture à la modernité douce, en associant des formes et des matériaux qu’il qualifiait à l’époque de « calmes, mais solides. Le bâtiment est déterminé par des murs qui rayonnent en étoile. Les murs en maçonnerie débordent largement, prolongent les locaux en un geste accueillant. Ils accompagnent le mouvement ascendant et légèrement courbe des toitures, qui rappelle ainsi le profil si caractéristique des côtes de Moselle. »
Pour cette réalisation, Jean-Louis Jolin a beaucoup travaillé sur la symbolique, c’est ainsi que la forme générale de l’église évoque le poisson des premiers chrétiens. Les murs sont en étoile et traduisent ainsi le caractère rayonnant de l’église. Les salles du centre paroissial très groupées sont à l’image de l’unité de la Sainte-Famille, et les sept poutres qui soutiennent le toit et qui s’en vont se rejoindre au-dessus de l’autel, symbolisent les sept sacrements.
Jean-Louis Jolin fut également maître d’œuvre pour la restauration d’une autre église de la ville, l’église Sainte-Thérèse de l’Enfant-Jésus en 1998-1999.